# Viktor Suslin
Viktor Yevseyevich Suslin (em russo:  Ви́ктор Евсе́евич Сусли́н; Miass, 13 de junho de 1942 — Hamburgo, 10 de julho de 2012) foi um compositor russo que viveu na Alemanha.

## Biografia
Com quatro anos de idade (1946), Suslin começou a estudar piano e fez suas primeiras tentativas de composição. De 1950 a 1962, ele estudou no Colégio de Música de Kharkiv, e de 1961 a 1962, no Conservatório de Kharkiv, ele estudou composição com Dimitri Klebanov e piano com V. Topilin. De 1962 a 1966, ele estudou composição com Nikolay Peyko e piano com Anatoly Vedernikov no Instituto Gnessin em Moscou.
Ele trabalhou como editor na editora Muzyka em Moscou (1966-1980). Suslin tornou-se um membro da União de Compositores Soviéticos em 1967. Em 1969, sua sonata de piano recebeu um prêmio na Competição de Jovens Compositores. Em 1971, sua música foi executada fora da Rússia pela primeira vez no Festival de Royan, na França.
Suslin ensinou instrumentação no Conservatório de Moscou (1972-1975). Em 1975, ele fundou a banda de improvisação ‘Astraea’ com Vyacheslav Artyomov e Sofia Gubaidulina.
Em novembro de 1979, depois de muitas apresentações de seus trabalhos em Paris, Colónia e Veneza, Suslin foi publicamente denunciado e listado como um dos "Sete Khrennikov" no Sexto Congresso de Compositores da União Soviética por participar sem autorização em alguns festivais de música soviética no Ocidente.
Suslin emigrou para a Alemanha Ocidental em 1981. Desde 1984 ele tem trabalhado como editor na Musikverlag Hans Sikorski, em Hamburgo.
Faleceu em 10 de julho de 2012, aos 70 anos de idade, vítima de um câncer.

## Trabalhos
- Music for Children para piano (1961)
- Violin Sonata (1962)
- String Quartet (1963)
- Japanese Songs para barítono e piano (1964)
- Five pieces for piano (1965)
- Poem for orchestra (1966)
- Piano concerto (1966)
- Piano Sonata (1968)
- Violin Concerto (1969)
- Sinfonia piccolo para orquestra (1970)
- Trio-Sonata para flauta, violão e cello (1971)
- Three Choruses after Daniil Kharms (1972)
- Gioco Appassionato para 4 violas (1974)
- Patience para 2 pianos (1974)
- Mitternachtsmusik (Midnight Music) para volino, espineta e baixo duplo (1977)
- Poco a poco II, Organ Sonata No.1 (1978)
- Terrarium para banda de percussão (1978)
- Leb’ wohl para orquestra (1982)
- In My End is My Beginning, Sonata para Órgão No.2 (1983)
- Chanson contre raison, Sonata para cello solo (1984)
- Sonata Capricciosa para viola e espineta (1986)
- Lamento para Órgão (1989)
- Crossing Beyond para viola, cello e baixo duplo (1990)
- Le deuil blanc (White Mourning) para flauta-baixo, violão, cello e percussão (1994)
- Cello Concerto (1996)
- Two Pieces para piano (1996)
- Hommage à "Hortus" by a Musicus para uma banda de Instrumentos da Renascença (1996)
- Morgendämmerungsmusik (Morning Twilight Music) para baixo duplo (1997)
- Madrigal para dois cellos (1998)
- Ton H para cello e piano (2001)
- Raga para baixo duplo e órgão (2006)

## Ligações Externas
- Sikorski